# Robert Urquhart
Pour les articles homonymes, voir Urquhart.
Cet article concerne le militaire britannique. Pour l'acteur écossais (1921-1995), voir Robert Urquhart (acteur).
Robert Elliott Roy Urquhart, né le 28 novembre 1901 et mort le 13 décembre 1988, est un général britannique devenu célèbre pendant la Seconde Guerre mondiale lors de l'opération Market Garden durant laquelle il commanda la 1re division aéroportée britannique.

## Biographie
Urquhart est formé à St. Pauls et à Sandhurst. Il choisit l'Highland Light Infantry. Jusqu'en 1940, il est affecté au bataillon de cette brigade stationné en Inde. De 1941 à 1943 il commande le 2nd Battalion the Duke of Cornwall's Light Infantry de la 51e Highland Division alors en Afrique du Nord. Promu général de brigade, il prend le commandement de la 231e brigade de la division.
Jusqu'en 1944, Urquhart remplit des fonctions d'état major au sein du 12e corps. La même année, on lui confie le commandement de la 1re division aéroportée britannique. Urquhart reçoit le baptême de l'air à l'occasion de l'opération Market Garden. La division perd les trois-quarts de ses effectifs. Elle n'est ensuite plus jamais engagée. Après 1945, Urquhart est affecté à différents états-majors. Il commande les forces du Commonwealth en Malaisie entre 1950 et 1952, avant de quitter l'armée en 1955. 
Urquhart travaille ensuite dans la métallurgie, avant de prendre sa retraite en 1970.

## Divers
Son rôle durant l'opération Market Garden a été relaté dans le Best-seller de Cornelius Ryan Un pont trop loin qui fut porté à l'écran. Son rôle fut tenu dans le film par Sean Connery.

## Œuvre
- Britain's Infamous Airborne Assault of World War II, 1958  (ISBN 0-9644704-3-8).